# Socimi 8820
Il filobus Socimi 8820 è un modello progettato e prodotto dal produttore italiano Socimi, basato sull'autobus urbano Fiat 470 e messo in servizio dal 1984.
Fu in questa occasione che i produttori italiani ripresero la produzione di nuovi modelli dopo che ne avevano abbandonato lo studio a causa della mancanza di domanda di servizi di trasporto pubblico.
Questi mezzi hanno iniziato la fase di radiazione e demolizione in seguito all'ingresso in servizio dei Solaris Trollino.

## Funzionalità
Basato su un telaio di nuova generazione con pianale ribassato e contenente tutti i moderni criteri di omologazione, questo filobus aveva una lunghezza totale di 12,0 metri. Con la modifica del codice della strada italiano nel 1974, la posizione di guida ritorna normalmente a sinistra.
Dotato di quattro porte laterali, secondo le specifiche italiane, potrebbe essere consegnato con 2 o 3 porte secondo la richiesta degli utenti stranieri.
È stato prodotto dalla divisione Bus del gruppo Fiat SpA e consegnato agli utenti nella tonalità standardizzata italiana, arancione brillante, riceverà una carrozzeria sviluppata da SOCIMI SpA sulla base del bus urbano standard Fiat 470. Era dotato di un sistema di propulsione elettrica fornito da "Compagnia Generale di Elettricità" (CGE) o Ansaldo.
Il Fiat Iveco 2470 sarà uno dei filobus di nuova generazione più popolari in Italia: ATM Milano aveva in funzione sulla rete filoviaria di Milano 70 esemplari numerati da 901 a 970, di cui molti, una volta dismessi (tutti gli esemplari della prima serie e alcuni della seconda), furono venduti all'estero, in particolare in Bulgaria.
Al 2024 tutte le vetture operanti a Milano sono state ritirate dalla circolazione.